# Jan Vacek
Jan Vacek, né le 10 mai 1976 à Prague, est un ancien joueur de tennis tchèque, professionnel de 1999 à 2008.
Il a remporté un titre en simple sur le circuit ATP et a atteint la 61e place mondiale le 5 août 2002. Il en outre atteint un huitième de finale au tournoi de Wimbledon 2002.

## Palmarès

### Titre en simple (1)
| No | Date       | Nom et lieu du tournoi       | Catégorie   | Dotation  | Surface    | Finaliste         | Score          |          |
| -- | ---------- | ---------------------------- | ----------- | --------- | ---------- | ----------------- | -------------- | -------- |
| 1  | 10-09-2001 | Brasil Open, Costa do Sauípe | Int' Series | 375 000 $ | Dur (ext.) | Fernando Meligeni | 2-6, 7-62, 6-3 | Parcours |

### Finale en simple (0)
Aucune

### Titre en double (0)
Aucun

### Finale en double (1)
| No | Date       | Nom et lieu du tournoi  | Catégorie   | Dotation  | Surface      | Vainqueurs            | Partenaire       | Score          |          |
| -- | ---------- | ----------------------- | ----------- | --------- | ------------ | --------------------- | ---------------- | -------------- | -------- |
| 1  | 14-06-2004 | Ordina Open Bois-le-Duc | Int' Series | 355 000 $ | Gazon (ext.) | Martin Damm Cyril Suk | Lars Burgsmüller | 6-3, 67-7, 6-3 | Parcours |

## Parcours dans les tournois duGrand Chelem

### En simple
| Année | Open d'Australie | Open d'Australie | Internationaux de France | Internationaux de France | Wimbledon | Wimbledon      | US Open  | US Open             |
| ----- | ---------------- | ---------------- | ------------------------ | ------------------------ | --------- | -------------- | -------- | ------------------- |
| 2001  | —                | —                | —                        | —                        | 1er tour  | Sláva Doseděl  | 1er tour | Tim Henman          |
| 2002  | 1er tour         | José Acasuso     | 1er tour                 | Mariano Zabaleta         | 4e tour   | Sjeng Schalken | 1er tour | Wayne Ferreira      |
| 2003  | 1er tour         | Karol Kučera     | —                        | —                        | —         | —              | 1er tour | Juan Carlos Ferrero |
| 2004  | 2e tour          | Jiri Novak       | 1er tour                 | Igor Andreev             | 1er tour  | Lu Yen-hsun    | —        | —                   |

N.B. : à droite du résultat se trouve le nom de l'ultime adversaire.

### En double
Aucun